# Антиняно
Антиня̀но (на италиански: Antignano; на пиемонтски: Antignan, Антинян) е село и община в Северна Италия, провинция Асти, регион Пиемонт. Разположено е на 260 m надморска височина. Населението на общината е 1025 души (към 2011 г.).